# Ökensången
Ökensången (engelska: The Desert Song) är en operett i två akter med musik av Sigmund Romberg och text av Oscar Hammerstein.

## Bakgrund
Till skillnad från Rombergs andra operetter, såsom Studentprinsen och Nymånen utspelades Ökensången i nutidens Franska Nordafrika. I det avseendet var den ovanlig för en operett från 1920-talet, men den snålade varken med exotismen eller det spektakulära. Librettot var inspirerat av rifkabylernas uppror mot de franska kolonisatörerna 1925 och historierna kring Lawrence av Arabien. 1925 hade författaren Percival Christopher Wren publicerat romanen om Beau Geste, som orsakade ett stort intresse för Främlingslegionen vilken 1926 skulle kulminera med en spektakulär film med Ronald Colman, William Powell och Victor McLaglen. I början av 1926 medverkade den otroligt populäre skådespelaren Rudolph Valentino i filmen Shejkens son som var en uppföljare till Shejken från 1921.

## Historia
Verket hette från början Lady Fair och det var under titeln som operetten hade sin försökspremiär i Wilmington, Delaware den 21 oktober 1926. I början av november hade Lady Fair fått tillräckligt bra recensioner för att man skulle våga sätta upp den på Broadway i New York. Dock ströks sånger som "Ali-Up" och "Women, Women, Women!", och titeln ändrades till Ökensången. Under den nya titeln hade verket sin premiär på Casino Theater i New York den 30 november 1926 där den skulle komma att framföras 465 gånger. På Drury Lane Theatre i London spelades den 432 gånger efter premiären den 7 april 1927.

### Svenska uppsättningar
1932 sattes Ökensången upp på Oscarsteatern i regi av Nils Johannisson och med bland andra Margit Rosengren, Lars Egge, Adolf Jahr, Folke Andersson och Annalisa Ericson i rollerna.

## Roller
- Sid El Kar
- Hassi
- Mindar
- Benjamin Kidd
- Kapten Paul Fontaine
- Azuri
- Margot Bonvalet
- General Birabeau
- Pierre Birabeau/Röda Skuggan
- Susan
- Ali Ben Ali
- Clementina
- Hadji

## Handling
Den franska generalen Birabeau har skickats till Marocko för att utrota och förstöra Riffs, ett band av arabiska rebeller, som hotar säkerheten för den franska utposten i den marockanska öknen. Deras ledare är den mystiska "Röda skuggan", en fransman. Den röda skuggan, hans arabiske löjtnant, Sid El Kar, och deras rika värd, Ali Ben Ali, diskuterar de relativa fördelarna med den östliga traditionen av ett harem fullt av kvinnor (som att ha en trädgård full av doftande blommor) och västers ideal att älska en kvinna för livet. Margot Bonvalet, en fransk flicka, ska snart gifta sig på det franska fortet med Birabeaus högra man, kapten Fontaine. Birabeaus son Pierre, i verkligheten den röda skuggan, älskar Margot, men låtsas vara en mes för att bevara sin hemliga identitet. 
Margot berättar för Pierre att hon i hemlighet längtar efter att bli tagen i armarna på någon djärv, strålande shejk, kanske till och med den röda skuggan själv. Pierre, som ju är den röda skuggan, kidnappar Margot och förklarar sin kärlek till henne. Till sin förvåning behandlar Margots mystiska kidnappare henne med all västerländsk artighet. När den röda skuggan möter general Birabeau utmanar den gamle mannen rebelledaren på en duell. Naturligtvis kommer Pierre inte att döda sin egen far, så han vägrar att slåss och förlorar respekten för Riffs. Azuri, den hemlighetsfulla infödda dansflickan, som vet hemligheten med den röda skuggans sanna identitet, kan övertalas att avslöja informationen om hon kunde fånga uppmärksamheten hos kapten Fontaine. Så småningom upptäcks den röda skuggans identitet,

## Musiknummer
Akt I
- High on a Hill – Sid and Riffs
- The Riff Song – Pierre, Sid and Riffs
- Ho, Bold Men of Morocco – Sid and Riffs
- Margot – Paul and Soldiers
- I'll be a Buoyant Girl – Susan
- Why Did We Marry Soldiers? – Girls
- French Military Marching Song – Margot and Chorus
- Romance – Margot and Girls
- Then You Will Know – Pierre and Margot
- I Want a Kiss – Paul, Margot, Pierre and Chorus
- It – Susan, Bennie and Girls
- The Desert Song – Pierre and Margot
- Finale – Ensemble (includes Azuri's Dance)

Akt II
- My Little Castagnette – Clementina and Girls
- Song of the Brass Key – Clementina and Girls
- One Good Boy Gone Wrong – Benny and Clementine
- Eastern and Western Love
  - a) Let Love Go – Ali and Riffs
  - b) One Flower in Your Garden – Sid and Riffs
  - c) One Alone – Pierre and Men
- The Sabre Song  – Margot
- You Love Me  – Pierre and Margot
- Farewell and reprises – Pierre and Men
- All Hail to the General – Margo, Paul, Birabeau and Girls
- Let's Have a Love Affair – Susan, Bennie and Girls
- Finale – Ensemble